# آنتونینو لا گومینا
آنتونینو لا گومینا (انگلیسی: Antonino La Gumina؛ زادهٔ ۶ مارس ۱۹۹۶) بازیکن فوتبال اهل ایتالیا است.
از باشگاه‌هایی که در آن بازی کرده است می‌توان به باشگاه فوتبال پالرمو و باشگاه فوتبال امپولی اشاره کرد.
وی همچنین در تیم‌های ملی فوتبال زیر ۲۰ سال ایتالیا و زیر ۲۱ سال ایتالیا بازی کرده است.